# Labournet Germany
LabourNet Germany ist ein online-Informationsdienst für Nachrichten aus den Bereichen Gewerkschaften und Arbeitswelt.

## Organisation
Der organisatorische Träger des Informationsdienstes Labournet Germany und Besitzer der Domain www.labournet.de ist der eingetragene Verein Labournet e. V., ein Netzwerk für Bildung und Kommunikation in Betrieb und Gesellschaft. Der Verein hat seinen Sitz in Bochum. Er wurde am 3. Dezember 1999 in Stuttgart während der Konferenz der Gewerkschaftslinken gegründet. Zu den Gründungsmitgliedern gehörten u. a. Andreas Bachmann, Frank Deppe, Kirsten Huckenbeck, Klaus Pickshaus, Bernd Riexinger, Christa Sonnenfeld, Mag Wompel und Bodo Zeuner. Mitglieder des Vorstandes sind Wolfgang Schaumberg, Ralf Pandorf und Ulrich Leicht.

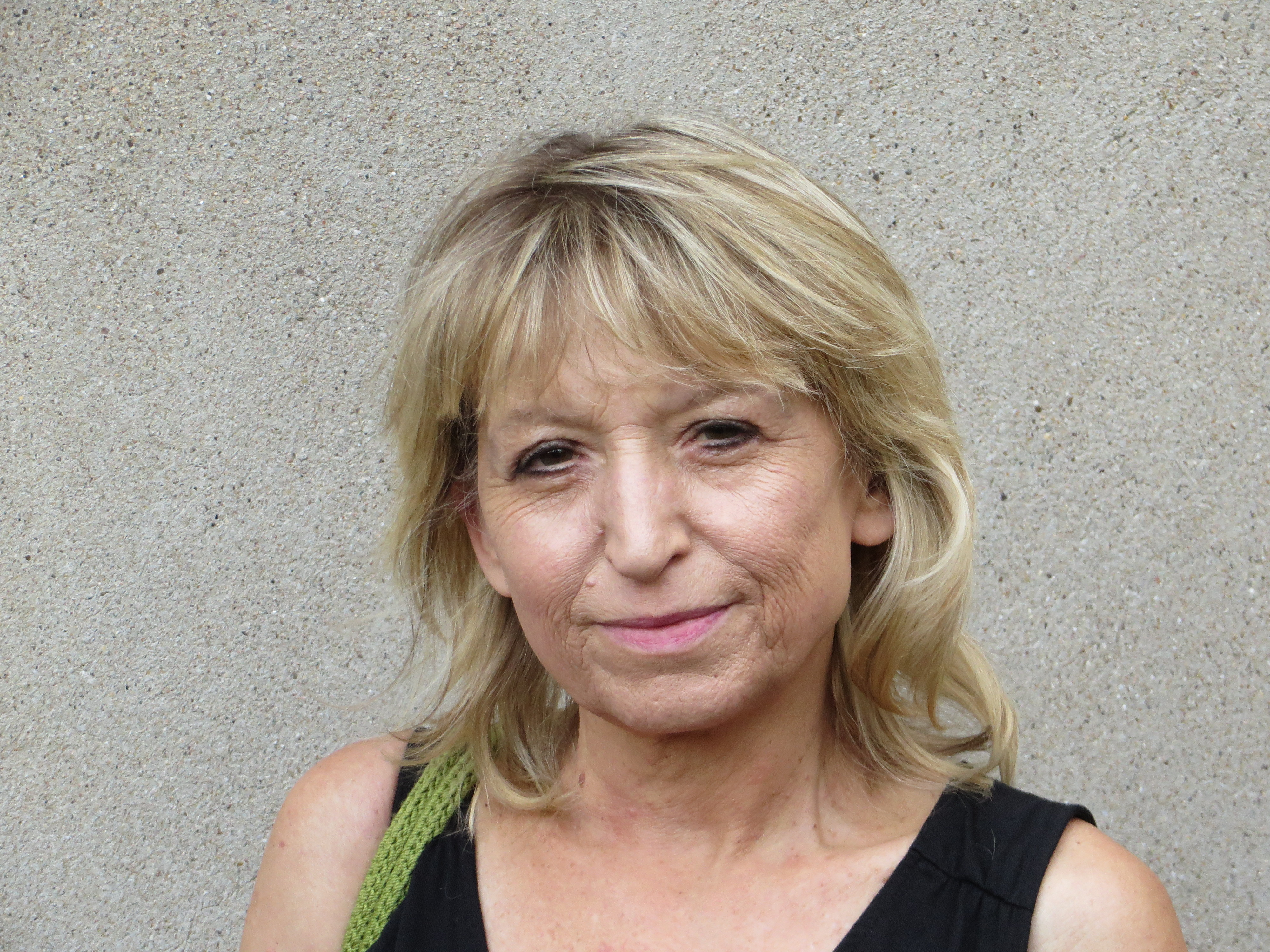
Mag Wompel, 2019

In der Redaktion arbeiten die Industriesoziologin und Journalistin Mag Wompel, der Übersetzer Helmut Weiss und der Redakteur Ralf Pandorf, der zugleich als Webmaster tätig ist. Der Informationsdienst, der auch einen Newsletter herausgibt, wird durch die gemeinnützige Stiftung Menschenwürde und Kommunikation Berlin gefördert. Vergleichbare Dienste gibt es in den Ländern Australien, Großbritannien, Japan, Kanada, Korea und Österreich sowie in den USA.

## Statistik
Jährlich erfolgen rund zweihundert Updates. Der Informationsdienst umfasst mehr als 30.000 Dateien, auf die mit einer integrierten Suchoption zugriffen werden kann. Die Homepage verzeichnet etwa 300.000 Besucher im Monat. Den täglichen Newsletter haben über 2.300 Abonnenten abonniert. (Stand: März 2014.)